# Sparnecker Forst
Sparnecker Forst ist ein Waldgebiet und eine Gemarkung im Landkreis Hof (Oberfranken, Bayern). Sie liegt teils im Gemeindegebiet von Sparneck, teils im Gemeindegebiet von Zell im Fichtelgebirge. Die Gemarkung hat eine Fläche von 10.690 km² und ist in 56 Flurstücke aufgeteilt, die eine durchschnittliche Fläche von 190.886,82 m² haben. In ihr liegt der Gemeindeteil Waldstein. Benachbarte Gemarkungen sind Weißenstadter Forst-Nord im Süden, Hallersteiner Forst-Süd und Hallerstein im Osten, Sparneck im Norden und Zell im Fichtelgebirge im Westen.